# Laura Allen
Laura Allen (Portland (Oregon), 21 maart 1974) is een Amerikaans actrice.

## Biografie
Allen werd geboren in Portland (Oregon) in een gezin van drie dochters, maar groeide op in Bainbridge Island waar zij de high school door heeft gelopen aan de Bainbridge High School. Hierna ging zij studeren aan de Wellesley College in Wellesley (Massachusetts) waar zij afstudeerde in 1996 in sociologie. Voordat zij actrice werd was zij werkzaam bij de New York City Police Department als raadgeefster in zaken met huiselijk geweld.
Allen is vanaf 2006 getrouwd en heeft hieruit een zoon.

## Filmografie

### Films
Uitgezonderd korte films.
- 2018 The Tale - als jonge Nettie
- 2017 Tulip Fever - als Buxom Wench
- 2014 Sitter Cam - als Linda Kessler
- 2014 Clown – als Meg
- 2013 Secret Lives of Husbands and Wives – als Alison Dunn
- 2010 Hysteria – als Erin
- 2010 Cherry – als Linda
- 2009 Old Dogs – als Kelly
- 2008 The Collective – als Clare
- 2008 From Within – als Trish
- 2005 How You Look to Me – als Jane Carol Webb
- 2004 Sucker Free City – als Samantha Wade
- 2003 Mona Lisa Smile – als Susan Delacorte

### Televisieseries
Uitgezonderd eenmalige gastrollen.
- 2024 Chicago Fire - als chief Robinson - 7 afl.
- 2019 - 2021 Truth Be Told - als Alana Cave - 5 afl.
- 2015 - 2019 Suits - als Annabelle - 3 afl.
- 2018 - 2019 9-1-1 - als Marcy Nash - 2 afl.
- 2018 Hap and Leonard - als Reynolds - 5 afl.
- 2017 American Horror Story: Cult - als Rosie - 2 afl.
- 2013 - 2014 Ravenswood - als Rochelle Matheson - 6 afl.
- 2012 Awake – als Hannah Britten – 13 afl.
- 2010 Terriers – als Katie Nichols – 13 afl.
- 2009 Grey's Anatomy – als Beth Whitman – 2 afl.
- 2007 – 2008 Dirt – als Julia Mallory – 14 afl.
- 2004 – 2007 The 4400 – als Lily Moore Tyler – 18 afl.
- 2000 – 2002 All My Children – als Laura Kirk English du Pres – 7 afl.

- Biblioteca Nacional de España: XX5722830
- Bibliothèque nationale de France: cb177188925 (data)
- Gemeinsame Normdatei: 1161148159
- International Standard Name Identifier: 0000 0000 8892 8938
- Library of Congress Control Number: no2010116754
- SNAC: w6dn504s
- Système universitaire de documentation: 161511716
- Virtual International Authority File: 129429097
- WorldCat: E39PBJtrVBVcpkBM3hymbmrg8C